# Смена (фотоаппаратура)
«Сме́на» — наименование семейства советских шкальных фотоаппаратов и другой фотографической техники, производившейся в 1939—1941 годах и с 1953 до 1990-х годов заводом ГОМЗ (впоследствии ЛОМО) в Ленинграде и в 1957—1961 годах — заводом ММЗ (БелОМО) в Минске (Белоруссия).
Все фотоаппараты «Смена» производились в расчёте на массового потребителя, поэтому отличались простотой устройства и невысокой ценой.

## 1939—1941 год
«Смена» довоенного выпуска представляла собой шкальную клапп-камеру под 35-мм киноплёнку, конструктивно подобную камере «Kodak Bantam». Объектив ахромат 6,8/50 мм с фокусировкой по шкале расстояний, затвор дисковый с выдержками 1/50 с и «В», видоискатель рамочный, зарядка бескассетная, свёрнутой в рулон плёнкой кусками по 75 см. Родственна выпускавшимся тогда же аппаратам «Лилипут» и «Малютка».

## Послевоенные модели

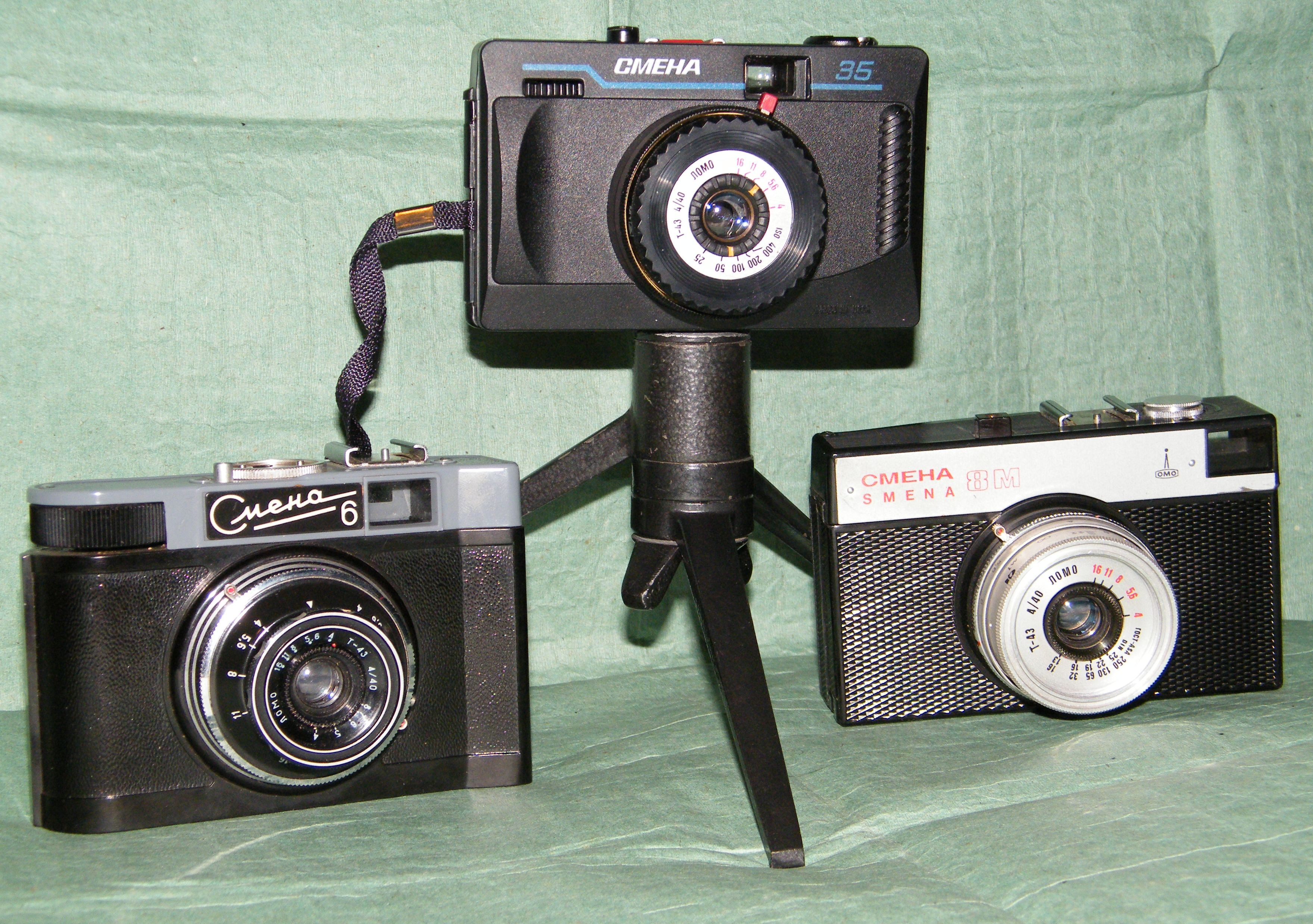
«Смена-6», «Смена-35» и «Смена-8М».

Все серийные послевоенные модели характеризуются общими конструктивными чертами:
- пластмассовый корпус;
- используемый фотоматериал — 35-мм перфорированная киноплёнка (фотоплёнка типа 135) в стандартных кассетах (кроме модели «Смена-Рапид», рассчитанной на применение кассет «Рапид»);
- размер кадра 24×36 мм;
- несменный объектив оптической схемы «Триплет» с фокусным расстоянием 40 мм снабжённый ирисовой диафрагмой и механизмом наводки на резкость вручную по шкале расстояний. Относительное отверстие объектива варьировало от 1:4,5 (Триплет «Т-22» 4,5/40) до 1:4,0 (Триплет «Т-43» 4/40). Максимальное закрытие диафрагмы варьировало от 1:16 («Т-43») до 1:22 («Т-22»);
- центральный залинзовый затвор с автоматическими выдержками в пределах 1/10 — 1/200 или 1/15 — 1/250 с и выдержкой «В»;
- колодка для крепления внешнего дальномера или лампы-вспышки;
- взвод затвора и перемотка плёнки — раздельные (кроме моделей «Смена-Символ», «Смена-Рапид», «Смена-SL», «Смена-19», «Смена-20»).

В 1950-е годы выпускались фотоаппараты «Смена», основанные на базовой модели, разработанной в 1952 году. К ним относятся: «Смена-2», «Смена-3» и «Смена-4», а также «Смена-М» и «Смена-2М», выпускавшиеся только в Белоруссии. На аппаратах стоял оптический видоискатель.
В 1960-е годы выпускались фотоаппараты в новом корпусе с характерным утолщением под левую руку, известном как «Смена-классик» (с пятой по девятую модель, кроме «Смены-8М»), видоискатель рамочный.
До появления «Смены-8» (1963 год) фотоаппараты не имели механизма обратной перемотки плёнки: плёнка транспортировалась в пустую приёмную кассету.
В начале 1970-х годов начато производство «Смены-8М» и «Смены-Символ», имевших более современный вид, улучшенную эргономику. На «Смене-8М» остался рамочный видоискатель, «Смена-Символ» — с курковым взводом затвора, совмещённым с перемоткой плёнки.
«Смена-Рапид» («Смена-SL») — фотоаппараты с упрощённой зарядкой фотоплёнки в кассетах «Рапид», в СССР широкого распространения не получили.
С середины 1980-х годов им пришли на смену «Смена-19», «Смена-20» и «Смена-35» с изменённым внешним видом.
На фотоаппаратах «Смена-Символ», «Смена-19», «Смена-20» и «Смена-35» стояла несъёмная приёмная катушка, обязательно происходила обратная перемотка отснятой фотоплёнки, видоискатель оптический.
Большинство моделей снабжались синхроконтактом, некоторые — автоспуском. Начиная с 1970-х годов введена установка параметров экспозиции и фокусировка по символам погоды и расстояний.
Фотоаппараты семейства «Смена» при весьма низкой цене обладали неплохими техническими характеристиками, благодаря чему получили очень широкое распространение, в том числе как инструмент обучения начинающих фотографов в фотокружках и фотоклубах. За пределами СССР «Смены» продавались как под оригинальным названием, так и под марками «Cosmic-35», «Global-35» и др.
Суммарный объём выпуска моделей «Смена-8» (1963—1971) и «Смена-8М» (1970 — середина 1990-х), отличавшихся только внешним оформлением и отсутствием автоспуска на модели «Смена-8М», превысил 20 млн шт.
«Смена-8М» занесена в книгу рекордов Гиннесса, как самый массовый фотоаппарат в мире.
Фотоаппараты «Смена», оснащённые встроенным экспонометром, экспозиционной автоматикой, более совершенными объективами остались опытными образцами или были выпущены в незначительном количестве.
Под наименованием «Смена» выпускались также приставные дальномеры для шкальных фотоаппаратов и фотоувеличители.

## Модельный ряд
| Фотоаппараты «Смена»              | Фотоаппараты «Смена»              | Фотоаппараты «Смена»   | Фотоаппараты «Смена» | Фотоаппараты «Смена»                     | Фотоаппараты «Смена»                      | Фотоаппараты «Смена»                                                      | Фотоаппараты «Смена»               | Фотоаппараты «Смена» | Фотоаппараты «Смена»                                                      |
| Модель                            | Изображение                       | Объектив               | Видоискатель         | Выдержки затвора                         | Взвод затвора и перемотка плёнки          | Обратная перемотка плёнки                                                 | Синхроконтакт                      | Автоспуск            | Примечания                                                                |
| --------------------------------- | --------------------------------- | ---------------------- | -------------------- | ---------------------------------------- | ----------------------------------------- | ------------------------------------------------------------------------- | ---------------------------------- | -------------------- | ------------------------------------------------------------------------- |
| Смена (довоенная) 1939—1941       | Smena1                            | Триплет 6,3/50         | рамочный откидной    | 1/50 с и «В»                             | раздельный, маховиком                     | нет, рулонная зарядка 35-мм перфорированной фотоплёнкой                   | нет                                | нет                  | складной корпус                                                           |
| Смена (послевоенная) 1953—1962    |                                   | Триплет «Т-22» 4,5/40  | оптический           | 1/10, 1/25, 1/50, 1/100, 1/200, «В»      | раздельный, маховиком                     | нет, использование пустой приёмной кассеты                                | синхроконтакт «Х» на части выпуска | нет                  | новая конструкция                                                         |
| Смена-2 1955—1962                 |                                   | Триплет «Т-22» 4,5/40  | оптический           | 1/10, 1/20, 1/50, 1/100, 1/200, «В»      | раздельный, маховиком                     | нет, использование пустой приёмной кассеты                                | синхроконтакт «Х»                  | автоспуск            | корпус послевоенной «Смены»                                               |
| Смена-М 1961 (БелОМО)             |                                   | Триплет «Т-22М» 4,5/40 | оптический           | 1/8, 1/15, 1/30, 1/60, 1/125, 1/250, «В» | раздельный, маховиком                     | нет, использование пустой приёмной кассеты                                | синхроконтакт «Х»                  | нет                  | корпус послевоенной «Смены»                                               |
| Смена-2М 1961 (БелОМО)            |                                   | Триплет «Т-22М» 4,5/40 | оптический           | 1/8, 1/15, 1/30, 1/60, 1/125, 1/250, «В» | раздельный, маховиком                     | нет, использование пустой приёмной кассеты                                | синхроконтакт «Х»                  | автоспуск            | корпус послевоенной «Смены»                                               |
| Смена-3 1958—1960                 |                                   | Триплет «Т-22» 4,5/40  | оптический           | 1/10, 1/25, 1/50, 1/100, 1/200, «В»      | раздельный, курком                        | нет, использование пустой приёмной кассеты                                | синхроконтакт «Х»                  | нет                  | корпус послевоенной «Смены»                                               |
| Смена-4 1958—1960                 |                                   | Триплет «Т-22» 4,5/40  | оптический           | 1/10, 1/20, 1/50, 1/100, 1/200, «В»      | раздельный, курком                        | нет, использование пустой приёмной кассеты                                | синхроконтакт «Х»                  | автоспуск            | корпус послевоенной «Смены»                                               |
| Смена-5 1960—1961                 |                                   | Триплет «Т-42» 5,6/40  | рамочный             | 1/30, 1/60, 1/125, 1/250, «В»            | раздельный, скрытым маховиком             | нет, использование пустой приёмной кассеты                                | синхроконтакт «Х»                  | нет                  | новый корпус                                                              |
| Смена-6 1961—1969                 |                                   | Триплет «Т-43» 4/40    | рамочный             | 1/15, 1/30, 1/60, 1/125, 1/250, «В»      | раздельный, скрытым маховиком             | нет, использование пустой приёмной кассеты                                | синхроконтакт «Х»                  | автоспуск            | корпус «Смены-5»                                                          |
| Смена-7 1961—1971                 |                                   | Триплет «Т-43» 4/40    | рамочный             | 1/15, 1/30, 1/60, 1/125, 1/250, «В»      | раздельный, скрытым маховиком             | нет, использование пустой приёмной кассеты                                | синхроконтакт «Х»                  | нет                  | корпус «Смены-5»                                                          |
| Смена-8 1963—1971                 |                                   | Триплет «Т-43» 4/40    | рамочный             | 1/15, 1/30, 1/60, 1/125, 1/250, «В»      | раздельный, скрытым маховиком             | обратная перемотка плёнки, возможно использование пустой приёмной кассеты | синхроконтакт «Х»                  | автоспуск            | корпус «Смены-5»                                                          |
| Смена-Рапид Смена-SL 1968—1977    |                                   | Триплет «Т-43» 4/40    | рамочный             | 1/15, 1/30, 1/60, 1/125, 1/250, «В»      | курковый взвод затвора и перемотки плёнки | обратная перемотка не предусмотрена конструкцией кассеты «Рапид»          | синхроконтакт «Х»                  | нет                  | зарядка кассетами «Рапид» на 12 кадров (35-мм перфорированная фотоплёнка) |
| Смена-9 1969—1971                 |                                   | Триплет «Т-43» 4/40    | рамочный             | 1/15, 1/30, 1/60, 1/125, 1/250, «В»      | раздельный, скрытым маховиком             | обратная перемотка плёнки, возможно использование пустой приёмной кассеты | синхроконтакт «Х»                  | нет                  | корпус «Смены-5»                                                          |
| Смена-8М 1970—1990-е              |                                   | Триплет «Т-43» 4/40    | рамочный             | 1/15, 1/30, 1/60, 1/125, 1/250, «В»      | раздельный, скрытым маховиком             | обратная перемотка плёнки, возможно использование пустой приёмной кассеты | синхроконтакт «Х»                  | нет                  | новый корпус                                                              |
| Смена-Символ 1971—1991            |                                   | Триплет «Т-43» 4/40    | оптический           | 1/15, 1/30, 1/60, 1/125, 1/250, «В»      | курковый взвод затвора и перемотки плёнки | обратная перемотка плёнки рулеткой, несъёмная приёмная катушка            | центральный синхроконтакт «Х»      | нет                  | модифицированный корпус «Смены-8М»                                        |
| Смена-19 1985—1989                |                                   | Триплет «Т-43» 4/40    | оптический           | 1/15, 1/30, 1/60, 1/125, 1/250, «В»      | курковый взвод затвора и перемотки плёнки | обратная перемотка плёнки рулеткой, несъёмная приёмная катушка            | центральный синхроконтакт «Х»      | нет                  | рестайлинговая модификация «Смены-Символ»                                 |
| Смена-20 середина 1980-х — 1990-е | Свободное изображение отсутствует | Триплет «Т-43» 4/40    | оптический           | 1/15, 1/30, 1/60, 1/125, 1/250, «В»      | курковый взвод затвора и перемотки плёнки | обратная перемотка плёнки рулеткой, несъёмная приёмная катушка            | центральный синхроконтакт «Х»      | нет                  | рестайлинговая модификация «Смены-Символ»                                 |
| Смена-35 1990—?                   |                                   | Триплет «Т-43» 4/40    | оптический           | 1/15, 1/30, 1/60, 1/125, 1/250, «В»      | раздельный, скрытым маховиком             | обратная перемотка плёнки рулеткой, несъёмная приёмная катушка            | центральный синхроконтакт «Х»      | нет                  | рестайлинговая модификация «Смены-8М»                                     |

### Несерийные модели
- «Смена-11», «Смена-12», «Смена-14», «Смена-Е» — прототипы с другими объективами и с экспонометрическими устройствами.
- «Сигнал-SL» — модификация «Смены-SL» с экспонометром, серийно не выпускалась.
- «Смена-18» — прототип на базе «ЛОМО Компакт-Автомат» без экспонометрической автоматики, с ручной установкой выдержки и диафрагмы.

## «Смена» в художественной литературе и кино
- В кинокомедии «Бриллиантовая рука» Семён Семёныч Горбунков (артист Юрий Никулин) в заграничной поездке пользуется фотоаппаратом семейства «Смена».
- Один из сюжетных ходов в телефильме «Человек в проходном дворе» — у Бориса Вараксина (артист Геннадий Корольков) крадут из гостиничного номера «Смену-2».
- С. Довлатов, «Компромисс»:

Жбанкову японской камеры не досталось. «Все равно пропьёт», — заявил редактор. Жбанков фотографировал аппаратом «Смена» за девять рублей. Носил его в кармане, футляр был потерян. Проявитель использовал неделями. В нём плавали окурки, фотографии же выходили чёткие, непринуждённые, по-газетному контрастные. Видно, было у него какое-то особое дарование…